# Mariä Himmelfahrt (Oberzeitlbach)

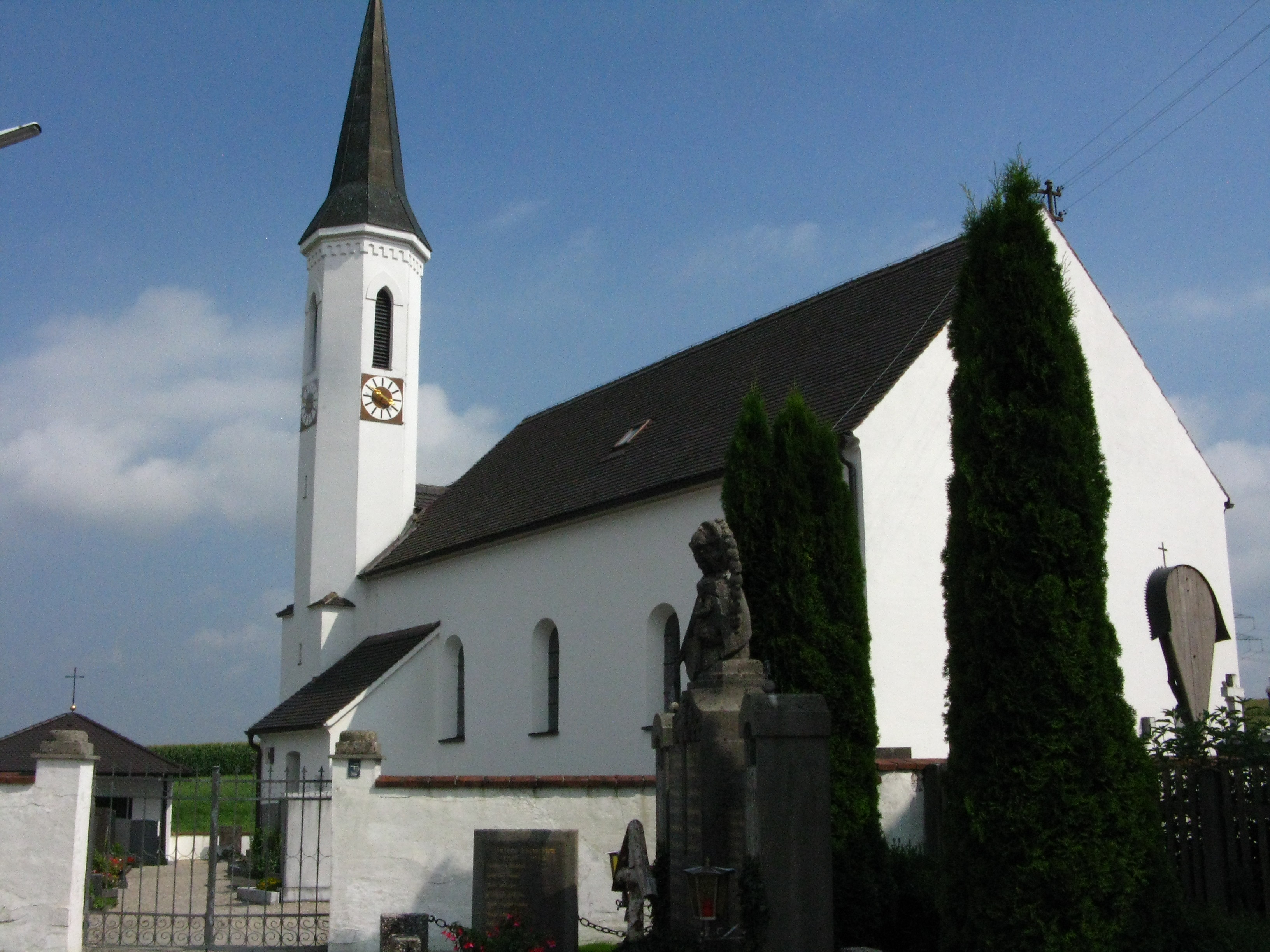
Mariä Himmelfahrt in Oberzeitlbach

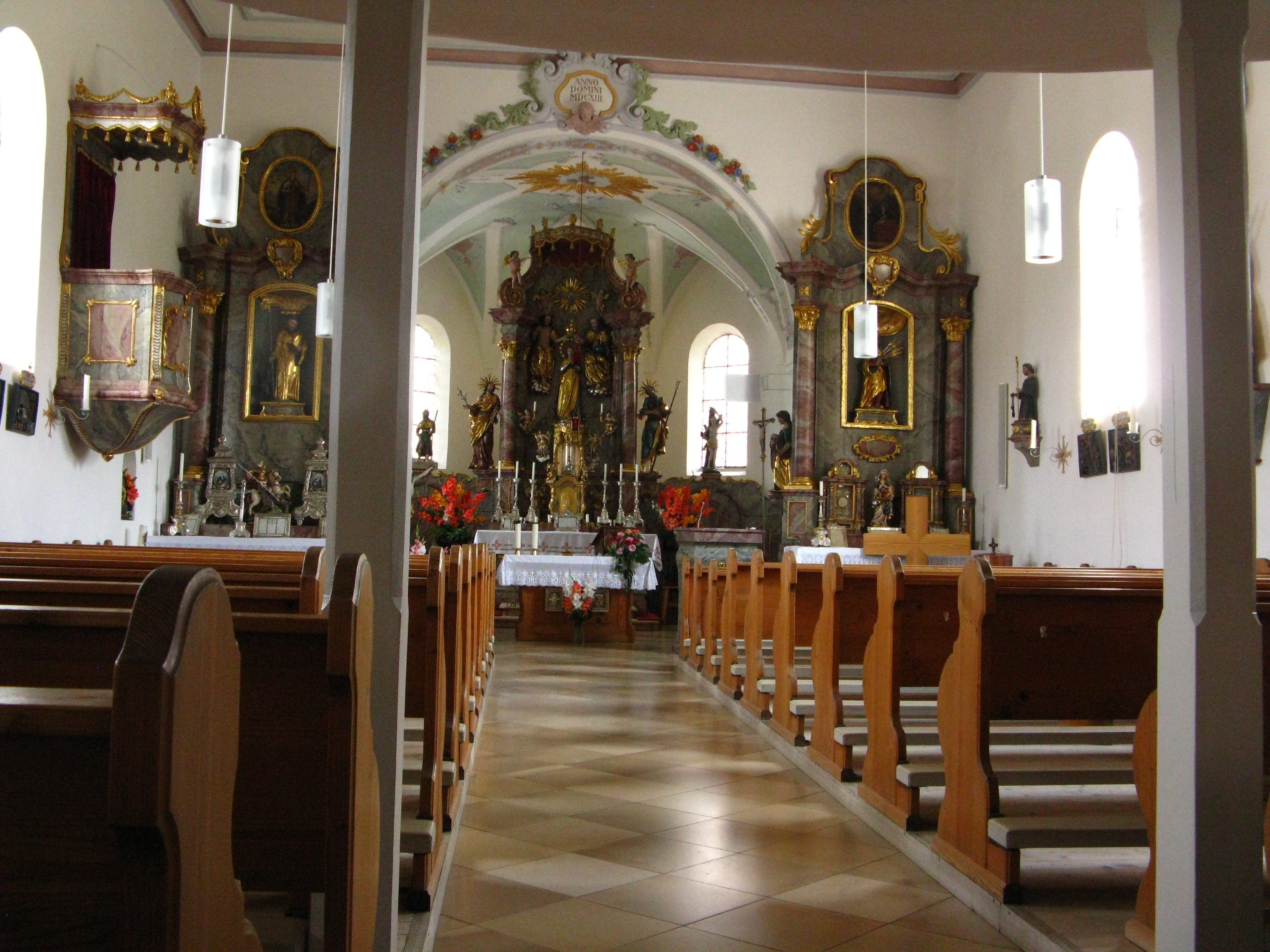
Innenansicht

Die Filialkirche Mariä Himmelfahrt steht im Ortsteil Oberzeitlbach der Marktgemeinde Altomünster im Landkreis Dachau (Bayern). Die der Muttergottes geweihte Kirche gehört seit jeher zur Pfarrei Altomünster. Sie steht als eingetragenes Baudenkmal mit der Aktennummer D-1-74-111-50 unter Denkmalschutz.

## Geschichte des Ortes und der Kirche
Im Jahr 772 wird Zeitlbach in einer Schenkungsurkunde vom 8. September erwähnt, als Herzog Tassilo III., Bischof Virgil von Salzburg und Bischof Arbeo von Freising bei der Schenkung des Besitzes zweier Adeliger an die Domkirche Freising anwesend waren. Um 1260 wird zwischen Ober- und Unterzeitlbach unterschieden. Zur Filialkirche gehörten die Siedlungen Oberndorf, Plixenried, Radenzhofen, Röckersberg und Übelmanna. Im 15. Jahrhundert, aus dem der älteste Teil der Kirche stammt, wird das Patrozinium Unserer Lieben Frau mit dem Patroziniumstag 15. August erwähnt. Die Pfarrei Altomünster wurde 1504 in das junge Kloster Altomünster inkorporiert, dabei wurden die Filialkirchen Oberzeitlbach und Ruppertskirchen erwähnt.
Der Friedhof wurde 1809/10 errichtet, nachdem bereits 1734 seine Genehmigung vom Kloster verlangt worden war.

## Architektur
Die Kirche ist ein Saalbau mit eingezogenem, fünfseitig geschlossenem Chor. Der Turm steht im nördlichen Winkel des Kirchenbaus. Der Chor und der Turmunterbau stammen aus dem 15. Jahrhundert, das Langhaus und das Turmoktogon sind von 1613. Eine Umgestaltung der Kirche fand um 1730 statt, der Spitzhelm des Turms wurde 1864 gebaut, er ersetzte einen barocken Helm. Eine Erweiterung des Kirchenschiffs nach Westen erfolgte in den Jahren 1947/48.

## Ausstattung
Die Kirche hat im Inneren drei Rokoko-Altäre. Der Hauptaltar ist der Gottesmutter geweiht und zeigt als Skulpturengruppe die Krönung Mariens. Die beiden Seitenaltäre sind dem hl. Gallus und der Schmerzhaften Muttergottes gewidmet. Das Deckengemälde stellt Christus dar, der über dem Dorf Oberzeitlbach auf Wolken schwebt und es segnet.